# Sound Sun Pleasure!!
Sound Sun Pleasure!! è un album discografico del musicista jazz statunitense Sun Ra e della sua Astro Infinity Arkestra. Registrato il 6 marzo 1959, non venne però pubblicato fino al 1970.

## Il disco
Inciso nel corso delle sessioni che produssero l'album Jazz in Silhouette, il disco è abbastanza anomalo nella discografia di Sun Ra contenendo principalmente standard jazz. Negli anni settanta la Impulse! Records aveva messo in programma una ristampa dell'album al quale era stato anche già assegnato un numero di catalogo (AS-9290) ma la pubblicazione venne cancellata insieme a quella di altri dischi di Sun Ra.
L'album è stato ristampato in formato CD per la prima volta dalla Evidence con 7 tracce aggiuntive prese dal disco del 1973 Deep Purple registrate tra il 1953 e il 1957.

## Tracce

### LP vinile 12"
Lato A
1. 'Round Midnight (Hanighen-Monk-Williams) - 3:55
2. You Never Told Me That You Care (Hobart Dotson) - 5:37
3. Hour of Parting (Schiffer-Spoliansky) - 4:53

Lato B
1. Back in Your Own Backyard (Jolson-Rose-Dreyer) - 2:07
2. Enlightenment (da Jazz in Silhouette) (Dotson - Ra) - 5:09
3. I Could Have Danced All Night (Lerner-Loewe) - 3:11

## Formazione
- Sun Ra - piano, celesta, gong
- Hobart Dotson - tromba
- Marshall Allen - sax alto, flauto
- James Spaulding - sax alto, flauto, percussioni
- John Gilmore - sax tenore, percussioni
- Bo Bailey - trombone
- Pat Patrick - sax baritono, flauto, percussioni
- Charles Davis - sax baritono, percussioni
- Ronnie Boykins - contrabbasso
- William Cochran - batteria
- Hattie Randolph - voce